# 瞬き (堂本剛の曲)
「瞬き」（まばたき）は、堂本剛の通算11枚目のシングル。2013年9月11日にSHAMANIPPONより発売された。

## 解説
前作『Nijiの詩』から約2年ぶりに発売されたシングル。堂本剛名義でのリリースは本作で4作連続となる。
表題曲の「瞬き」および収録曲の「Welcome to shamanippon」「電（いなづま）」は、自身が主演するTBS系テレビドラマ『天魔さんがゆく』の主題歌および劇中音楽に使用されている。自作の楽曲がドラマタイアップに起用されるのは、2004年発売のシングル『WAVER』に収録された「ORIGINAL COLOR」以来3作目であり、自身が主演するドラマの主題歌をソロで担当するのは4度目となった。
2012年に発売されたアルバム『shamanippon -ラカチノトヒ-』に続いて、販売形態を堂本本人の名前をもじった名称が付けられており、加えて本作では、上記ドラマの主題歌などを担当した縁から、「天魔盤(初回盤C)」と銘打たれた、ドラマで使用された各楽曲を収録した形態が用意されている。
初回盤Aには「瞬き」のミュージッククリップ、初回盤BにはレコーディングドキュメンタリーのDVDが同梱されている。また、発売記念キャンペーンとして、封入の応募券により、抽選で堂本本人が参加するイベント、社会科見学への招待や同じく抽選でオリジナルタオルプレゼントなどの企画が行われた。
2009年発売の『RAIN』以来となる、3作ぶり通算8作目となるオリコンの週間シングルランキング首位を獲得した。

## 収録曲

### どうも とくべつよしちゃん盤（初回盤A）

#### CD
1. 瞬き
作詞・作曲:堂本剛
TBS系ドラマ『天魔さんがゆく』主題歌
2. 瞬き - Instrumental -

#### DVD
1. 瞬き Music Clip
2. 瞬き Music Clip - もらい〇〇 Ver.

### とくべつよしちゃん盤（初回盤B）

#### CD
1. 瞬き
2. 縁 - groovin'
作詞・作曲:堂本剛

#### DVD
1. レコーディングドキュメンタリー

### 天魔盤（初回盤C）

#### CD
1. 瞬き
2. 電（いなづま）
作詞・作曲:堂本剛
TBS系ドラマ『天魔さんがゆく』挿入歌
3. Welcome to shamanippon -TENMA edit Ver.-
作曲:堂本剛
TBS系ドラマ『天魔さんがゆく』オープニングテーマ

### ふつうよし（通常盤）

#### CD
1. 瞬き
2. Clap your  mind
作詞・作曲:堂本剛
3. Tearful melody
作詞・作曲:堂本剛
4. Welcome to shamanippon
作曲:堂本剛

## 参加ミュージシャン
- 瞬き
  - 堂本剛: Guitar
  - SWING-O a.k.a. 45: Programming, Acoustic Piano
  - 屋敷豪太: Drums
  - 鈴木渉: Bass
  - 名越由貴夫: Guitar
- 縁 - groovin'
  - 堂本剛: Guitar
  - 十川ともじ: Programming, Acoustic Piano, Organ
  - 屋敷豪太: Drums
  - KenKen: Bass, Chorus
  - 名越由貴夫: Guitar
  - 竹内朋康: Guitar
  - Luis Valle: Trumpet
  - SASUKE: Trombone
  - かわ島崇文: Sax
  - Tiger: Chorus
  - 平岡恵子: Chorus
  - SWING-O a.k.a. 45: Chorus
- 電
  - 十川ともじ: Programming, Acoustic Piano
  - Duttch: Drums
  - KenKen: Bass
  - 西川進: Guitar
- Clap Your Mind
  - SWING-O a.k.a. 45: Wurlitzer, Keyboards
  - 屋敷豪太: Drums
  - 鈴木渉: Bass
  - 名越由貴夫: Guitar
  - 竹内朋康: Guitar
  - Luis Valle: Trumpet
  - SASUKE: Trombone
  - かわ島崇文: Sax
  - 平岡恵子: Chorus
  - 真城めぐみ: Chorus
  - スティーヴ エトウ: Percussion
- Teafrul melody
  - 上田健司: Programming, Bass
  - SWING-O a.k.a. 45: Acoustic Piano, Rhodes Piano